# Rafa, Gaza
Rafa (arabsko رفح, latinizirano: Rafaḥ) je palestinsko mesto na jugu Gaze, ob meji z Egiptom in okoli 30 kilometrov južno od mesta Gaza. Del mesta leži na egiptovski strani meje.
V Rafi je edini mejni prehod med Gazo in Egiptom. Nekoliko južno od mesta je mednarodno letališče Jaserja Arafata, edino letališče v Gazi, zgrajeno leta 1998, ki pa ga je le po treh letih razdejala izraelska vojska in je odtlej nerabno.

## Zgodovina
Mesto se prvič omenja v napisu faraona Setija I. leta 1303 pr. n. št. Antični Egipčani so ga poznali pod imenom Rapouḥ, Asirci kot Rapiḫi ali Rapiḫu, antični Grki kot Rafía in Rimljani kot Raphia.
V bizantinskem obdobju je bilo škofija, v zgodnjih arabskih kalifatih pa pomembno trgovsko mesto. V 13. stoletju ga je geograf Jakut al Hamavi opisal kot nekdaj cvetoče mesto v ruševinah. Osmanski defter iz leta 1596 v Rafi beleži le še 15 gospodinjstev.
Britansko-osmanski sporazum leta 1906 je določil mejo med osmansko Palestino in britanskim Egiptom po črti Taba–Rafa. Leta 1917 je britanska vojska zavzela Rafo in jo uporabila kot izhodišče za napad na Gazo. Prisotnost britanske vojske je botrovala novemu gospodarskemu razcvetu Rafe: ob popisu leta 1922, ki ga je izvedla oblast britanskega mandata, je imela Rafa 599 prebivalcev, leta 1945 pa že 2220, samih muslimanov.
Po arabsko-izraelski vojni v letih 1948–49 je ozemlje Gaze zasedel Egipt. Leta 1949 so v Rafi ustanovili begunsko taborišče, tedaj največje na območju Gaze, ki se je do danes skoraj povsem zlilo z mestom. Pod egiptovsko zasedbo je Rafa lahko rasla brez ozira na dotedanjo mejo. Leta 1967 je v šestdnevni vojni Izrael odvzel Egiptu celoten Sinajski polotok z Rafo vred. Mirovni sporazum med Egiptom in Izraelom leta 1979 je obnovil mejo iz leta 1906, vnovična razmejitev pa je Rafo razdelila med dve državi. Vzdolž meje sta Izrael in Egipt ustvarila več deset metrov širok varovalni pas, zaradi katerega so porušili več sto palestinskih domov. Med palestinskim in egiptovskim delom Rafe so tihotapci izkopali predore.
Maja 2004 je Izrael dodatno razširil varovalni pas in ob tem porušil še več domov v Rafi. Uničevanje je z resolucijo obsodil Varnostni svet Združenih narodov.
Po izbruhu vojne med Izraelom in Hamasom oktobra 2023 je Rafa postala pribežališče civilistov s celotnega območja Gaze, zlasti po izraelskem bombardiranju bližnjega Han Junisa. Izraelska vojska je večkrat bombardirala tudi Rafo, kljub temu da je palestinske civiliste pred tem pozivala, naj se z napadenih območij umaknejo tudi tja. Generalni komisar Agencije ZN za pomoč palestinskim beguncem Philippe Lazzarini je 13. decembra poročal, da je v Rafi trenutno »krepko čez milijon ljudi« in da v mestu ni infrastrukture niti virov za njihovo preskrbo.